# Sosie
Pour l’article homonyme, voir Sosie de Misène.

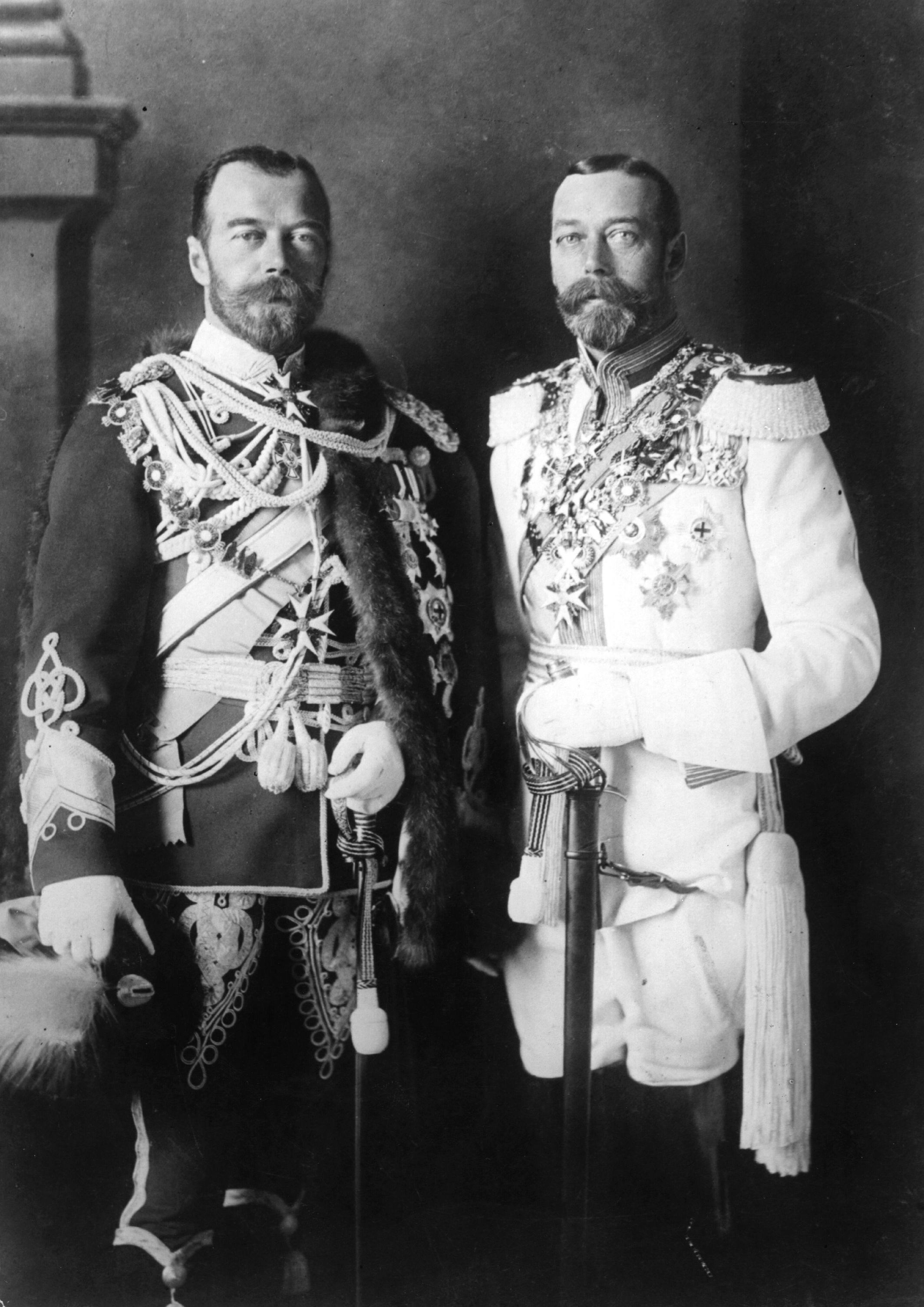
Les cousins royaux Nicolas II de Russie (à gauche) et George V du Royaume-Uni (à droite), en uniformes à Berlin avant la Première Guerre mondiale.

Un sosie est une personne ayant une ressemblance parfaite, plus particulièrement au niveau du visage, avec une autre personne, notamment une célébrité.
Un sosie peut réaliser une imposture en profitant de sa ressemblance avec une autre personne pour se faire passer pour cette dernière.

## Origine du terme
Sosie est un esclave dans la pièce Amphitryon écrite par le dramaturge latin Plaute vers 187 av. J.-C. Dans l'intrigue, le dieu Mercure prend l'apparence de Sosie, ce qui, par antonomase, est l'origine du nom commun. Le nom Sosie lui-même vient donc du grec Σωσίας (Sōsĭ́ās), lui même associant σῶς (sôs, « sain et sauf ») et le suffixe personnel masculin -ίας (-ías).
Sosie est également un personnage de la pièce de Molière, Amphitryon (1668), où il est également un serviteur du roi Amphitryon, chargé par ce dernier de prévenir la reine Alcmène de son retour imminent de la guerre. Mais Jupiter a des vues sur la jolie reine, et prend l'apparence du roi pour la tromper et jouir de ses faveurs amoureuses. Pour empêcher Sosie de troubler les amours de Jupiter, le dieu Mercure prend l'apparence de Sosie et l'empêche par la force d'entrer dans la maison. Molière joue donc avec un double quiproquo : Sosie et Mercure ont la même apparence, tout comme Amphitryon et Jupiter.

## Sosies de personnalités par des fan
Quand il s'agit d'une vedette, nombre de fans « travaillent » leur ressemblance. Certains en font aussi un métier du spectacle, notamment pour les sosies de chanteurs (certains font du playback, d'autres de l'imitation).[réf. souhaitée]
Des concours de sosies sont aussi organisés, afin de déterminer lesquels sont les plus ressemblants. Ils ont lieu devant un public, avec parfois une retransmission à la télévision.[réf. souhaitée]

### Exemples
- Kjell Elvis (en) est un sosie d'Elvis Presley.
- Anne Winters est un sosie de Madonna[2].
- Sergio Cortes (en) est un sosie de Michael Jackson[3].

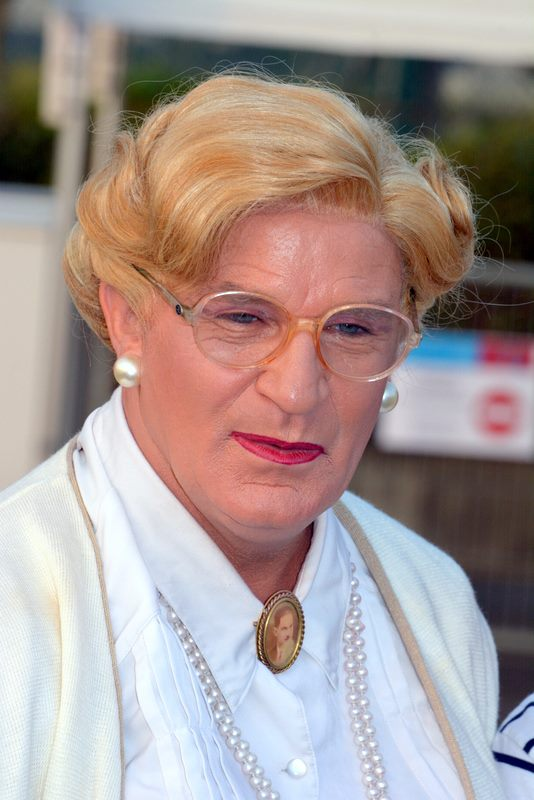
Sosie de Robin Williams en costume de Madame Doubtfire, incarné par le Français Alain Robin.
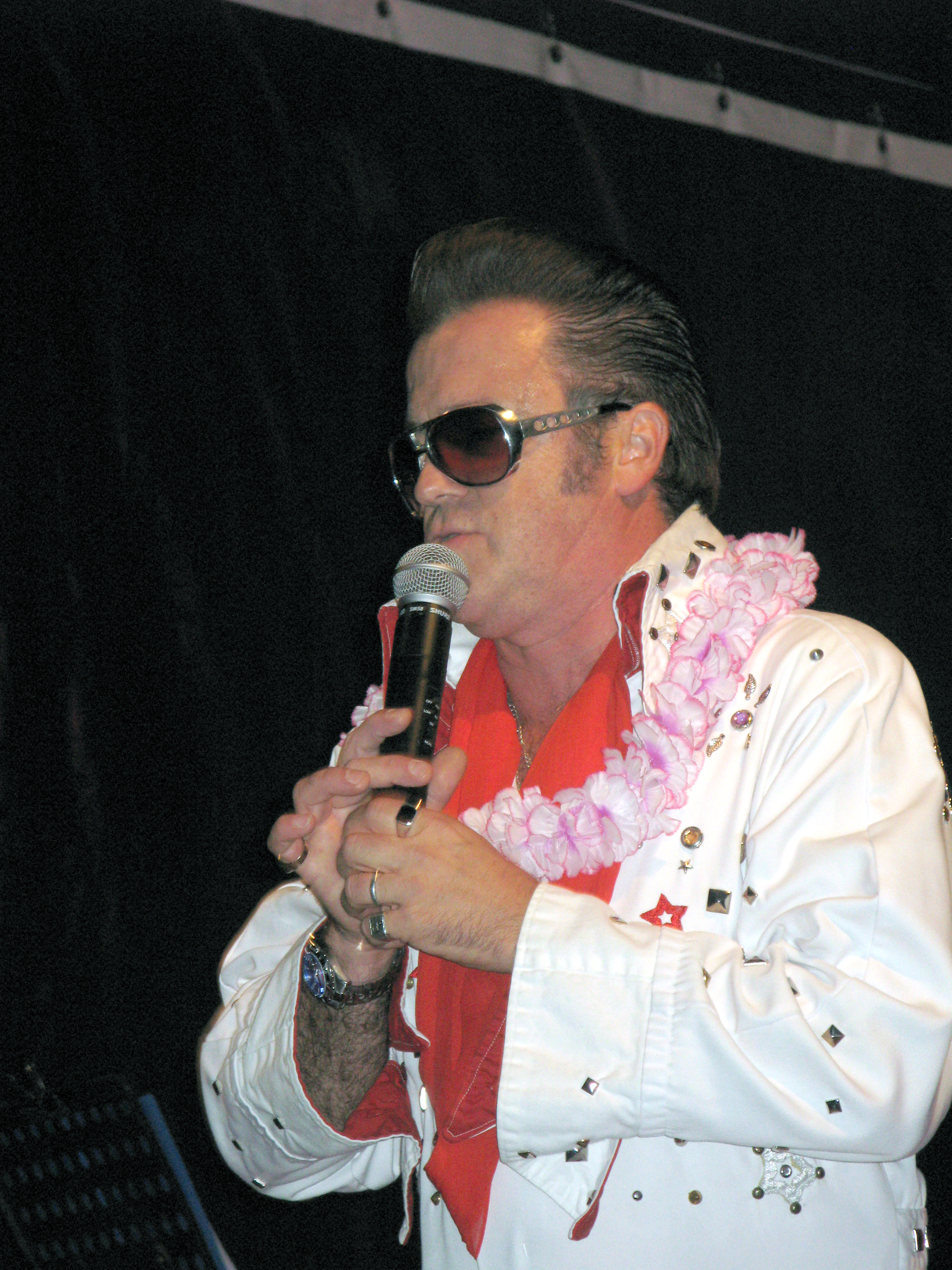
Sosie d'Elvis Presley: Rick Cavan  ( France  )
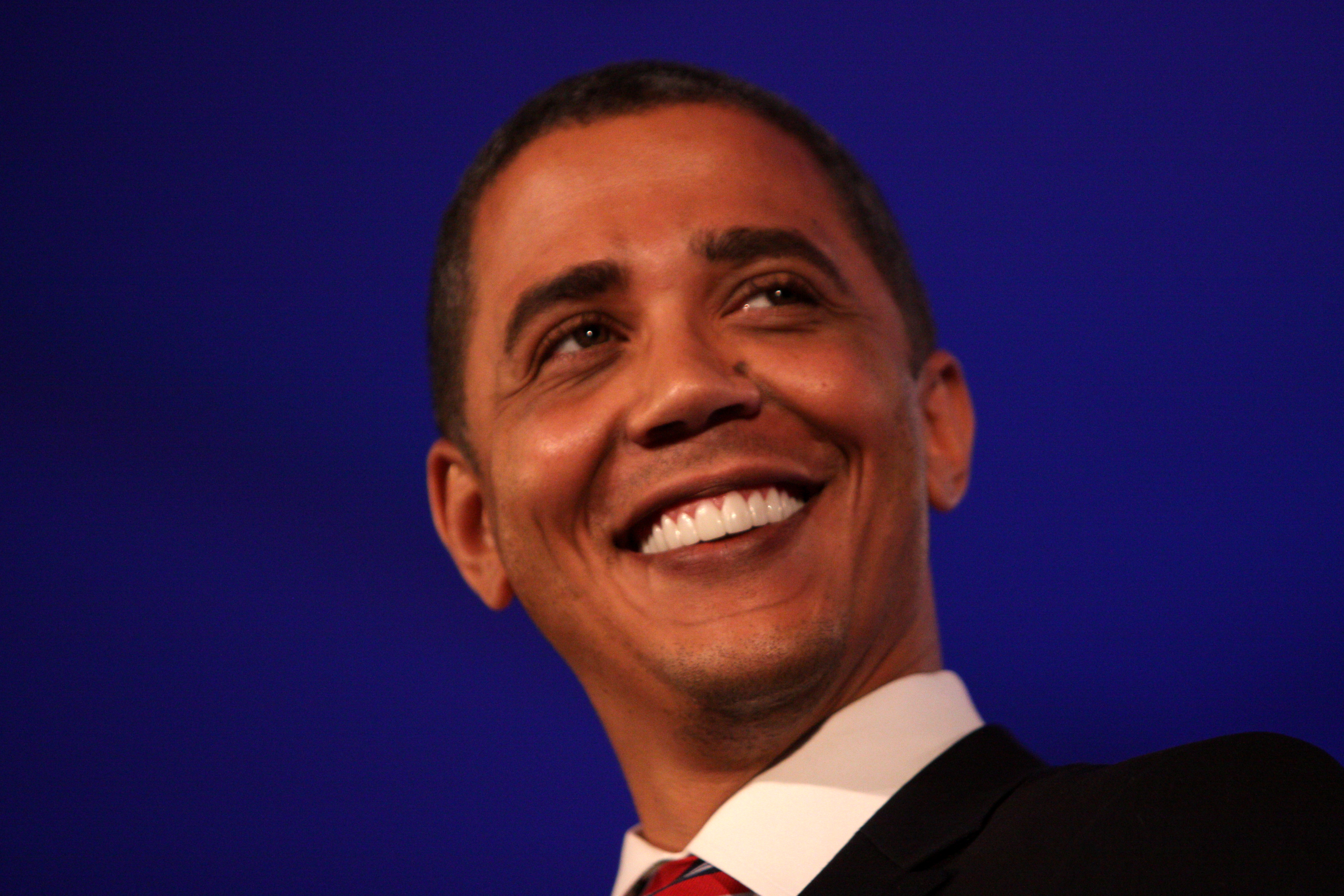
Sosie de Barack Obama, incarné par Reggie Brown (en).
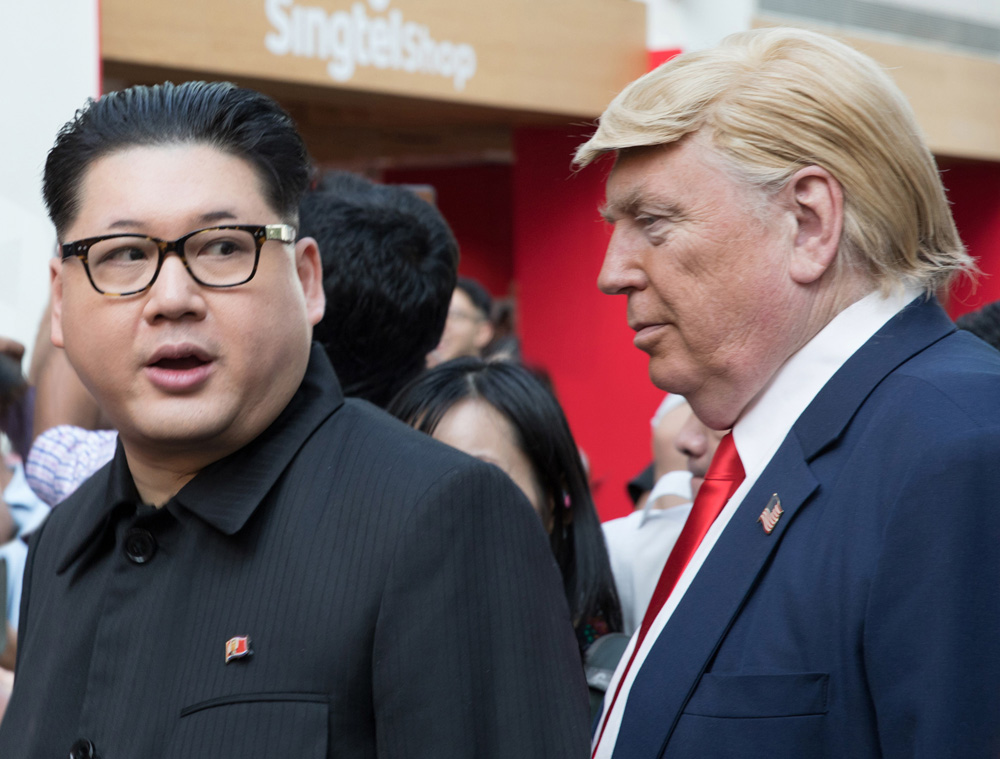
Des sosies de Kim Jong-un et de Donald Trump (incarnés par Howard X (en) et Dennis Alan) en marge du sommet entre la Corée du Nord et les États-Unis à Singapour (2018).

## Sosies de personnages historiques
- Le roi britannique George V (1865–1936) et son cousin, le tsar de Russie Nicolas II (1868–1918), partageaient une étrange ressemblance. Leurs traits du visage n'étaient différents que de près (en particulier les yeux). Au mariage de George V en 1893, selon The Times de Londres, la foule a peut-être confondu le tsar Nicholas avec le roi George, parce que leur barbe et leurs vêtements les faisaient se ressembler[4].

- Mikheil Gelovani, un acteur géorgien, a incarné le dirigeant soviétique Joseph Staline dans des films de propagande soviétique dans les années 1930 et 40.
- En 1944, peu de temps avant le Jour J (débarquement allié en Europe), le soldat australien Meyrick Edward Clifton James, qui ressemblait beaucoup au maréchal britannique Bernard Montgomery, fut envoyé à Gibraltar et en Afrique du Nord afin de tromper les Allemands sur l'emplacement de l'invasion à venir. Cette histoire a fait l'objet d'un livre et d'un film, I Was Monty's Double (en).
- Durant la bataille de Berlin, les troupes soviétiques découvrirent le cadavre d'un sosie du dirigeant nazi Adolf Hitler ; il s'agirait d'un dénommé Gustav Weler (en)[5].

## Sosies entre deux personnalités

### En France
- Les acteurs Jean-Paul Rouve et Alban Casterman[6].
- L'animateur Julien Lepers et l'acteur américain Michael Keaton[7],[8].
- Le comédien Jonathan Cohen et l'homme politique Mounir Mahjoubi[9],[10].
- L'humoriste Kyan Khojandi et l'auteur-compositeur-interprète Woodkid[11].
- L’animateur Mouloud Achour et le trompettiste Ibrahim Maalouf (Achour est le « sosie officiel » de Maalouf)[12].
- Les animateurs Damien Thévenot et Cyril Féraud[13].
- Le président de la République Emmanuel Macron et l'artiste et écrivain Boris Vian[14].

### Dans le monde
- Le chanteur Dave et l'acteur Michael Douglas[15].
- L'acteur Will Ferrell et le musicien Chad Smith[16].
- Les actrices Selena Gomez et Lucy Hale[17].
- Le footballeur Lionel Messi et le musicien Adam Young[18].
- Les acteurs Daniel Radcliffe et Elijah Wood[12].
- Le chanteur Bernard Lavilliers et l'acteur américain William Petersen.
- Les acteurs Javier Bardem et Jeffrey Dean Morgan[12].
- Les acteurs Patrick Warburton et Rob Riggle
- Les acteurs Jason Bateman et Greg Kinnear[12].
- Les actrices Jessica Chastain et Bryce Dallas Howard[12].
- Le roi Constantin II et l'homme politique Jean-Claude Juncker[19].
- Le constructeur de voiture italien Enzo Ferrari et le footballeur turc-allemand Mesut Özil[20].

## Sosie vocal
- Jean-Baptiste Guégan, sosie vocal du chanteur Johnny Hallyday[21],[22],[23].

## Dans la culture populaire

### Cinéma
- Dans Copie conforme (1947) de Jean Dréville, un cambrioleur (Louis Jouvet) met à profit sa ressemblance avec un homme sans histoires pour commettre des délits.
- Dans Le Printemps (1947) de Grigori Alexandrov, les deux sosies sont interprétées par Lioubov Orlova.
- Dans La Gueule de l'autre (1979) de Pierre Tchernia, un homme politique qui cherche à échapper à un assassin se fait remplacer dans ses apparitions publiques par son cousin acteur, qui lui ressemble trait pour trait.
- Dans Attention les dégâts (1984), Bud Spencer et Terence Hill remplacent leurs sosies.
- Dans Grosse fatigue (1993), Michel Blanc a un sosie.
- Dans Road to Graceland (1998), un personnage est un sosie d'Elvis.
- Dans Le bonheur est dans le pré (1995), Michel Serrault usurpe l'identité d'un homme disparu depuis vingt-six ans.
- Dans Femme fatale (2002), Rebecca Romijn incarne une voleuse en cavale qui est confondue par les parents d'une femme suicidaire.
- Dans Podium (2004), les personnages sont des « sosies professionnels » des chanteurs Claude François et Michel Polnareff.